# Sven Schånberg
Sven Lennart Schånberg, född 13 december 1910 i Jönköping, död 18 juni 1991 i Askims församling i Göteborgs och Bohus län, var en svensk författare, Göteborgshistoriker, journalist och kåsör. 
Då Schånberg var två månader gammal, flyttade familjen till Göteborg. I över tjugo år tjänstgjorde Schånberg som skatteindrivare för Uppbördsverket i Göteborgs alla distrikt och hämtade mycket intryck från den tiden till sina berättelser om Göteborgs stadsdelar. Tala ve' Kal, var en spalt i Göteborgs-Posten som Schånberg ansvarade för i många år.  
Schånberg var tillsammans med den göteborgske tidningsmogulen Harry Hjörne initiativtagare till Kals Åden 1969, och författare av den legendariska ordboken för den göteborgska dialekten, Kals odbok. 
Schånberg arbetade som försäkringsagent, blev informationschef för Göteborgs Museer, ägnade även tid åt psykologiskt försvar samt fick civilförsvarets förtjänstmedalj i guld för sitt tioåriga ledarskap i Göteborg. Han har fått spårvagn nummer 746 i Göteborg uppkallad efter sig. Den 21 oktober 1989 blev han hedersdoktor vid Göteborgs universitet.
Sven Schånberg var gift med Ingrid Amelie Charlotta, född 1916 i Karlskrona.